# Camille Gauthier
Pour les articles homonymes, voir Gauthier.
Camille Gauthier, dit parfois Gauthier le Lorrain, est un ébéniste et concepteur de meubles né le 3 septembre 1870 à Norroy-lès-Pont-à-Mousson et mort le 16 décembre 1963 à Bruniquel.

## Biographie
Il suit les cours du peintre Jules Larcher à l'École des beaux-arts de Nancy puis intègre, en 1891, l'École des arts décoratifs de Paris. 
Il débute chez Louis Majorelle en 1893 en tant que dessinateur au bureau d'étude. Son arrivée précède la participation de la firme à l'Exposition d'art décoratif lorrain de 1894 aux Galeries Poirel de Nancy, qui décidera Majorelle à s'orienter vers un style renouvelé, parallèlement à sa production de mobilier historicisant en vernis martin.
Camille Gauthier dessine des panneaux de marqueterie qui puisent souvent leur inspiration dans le répertoire naturaliste ou proposent des sujets narratifs, conçus comme de véritables compositions picturales. Ces principes sont appliqués dans une série de meubles créés pour l'Exposition universelle de 1900 à Paris, et participent au succès rencontré par la Maison Majorelle.
C'est pourtant à cette époque, en juillet 1900, que Camille Gauthier décide de quitter la Maison Majorelle afin de s'établir à son propre compte en fondant une société qui a pour but la fabrication et la vente de meubles et objets d'art. Il s'installe 8 rue d'Auxonne à Nancy,. Comme ses concurrents Émile Gallé et Louis Majorelle, il mécanise son atelier, ce qui lui permet de créer des meubles simples mais gardant un décor naturaliste. Il cible une clientèle plus large que Gallé et Majorelle avec des produits meilleur marché.
En 1901, il figure dans le Comité directeur de l'École de Nancy. Il épouse Isabelle Gény à Nancy en février 1901.
Afin de développer son entreprise, Camille Gauthier prend la décision, vers 1904, de s'associer avec l'industriel et tapissier Paul Eugène Désiré Poinsignon (1872-1916). Au recensement de 1906, tous deux sont domiciliés au 10 rue d'Auxonne à Nancy.
Dès 1910, ils adaptent leur style à l'Art déco naissant.
En 1924, Camille Gauthier, resté seul responsable de l'entreprise après la mort de Paul Poinsignon en 1916, vend la société à Charles Delfour qui continuera la production et la diffusion par catalogues sous le nom de Gauthier-Poinsignon.
Sur la fin de sa vie, il s'installe dans le Tarn-et-Garonne, dans une maison située entre Montricoux et Bruniquel. Il s'y adonne à la peinture, réalisant notamment des scènes préhistoriques, discipline à laquelle il a été initié par le préhistorien Henri Breuil, et des paysages. Il y meurt en 1963, à l'âge de 93 ans. Plusieurs sources indiquent comme lieu de décès la commune de Montricoux,,, mais son acte de décès indique celle de Bruniquel.

## Illustrations

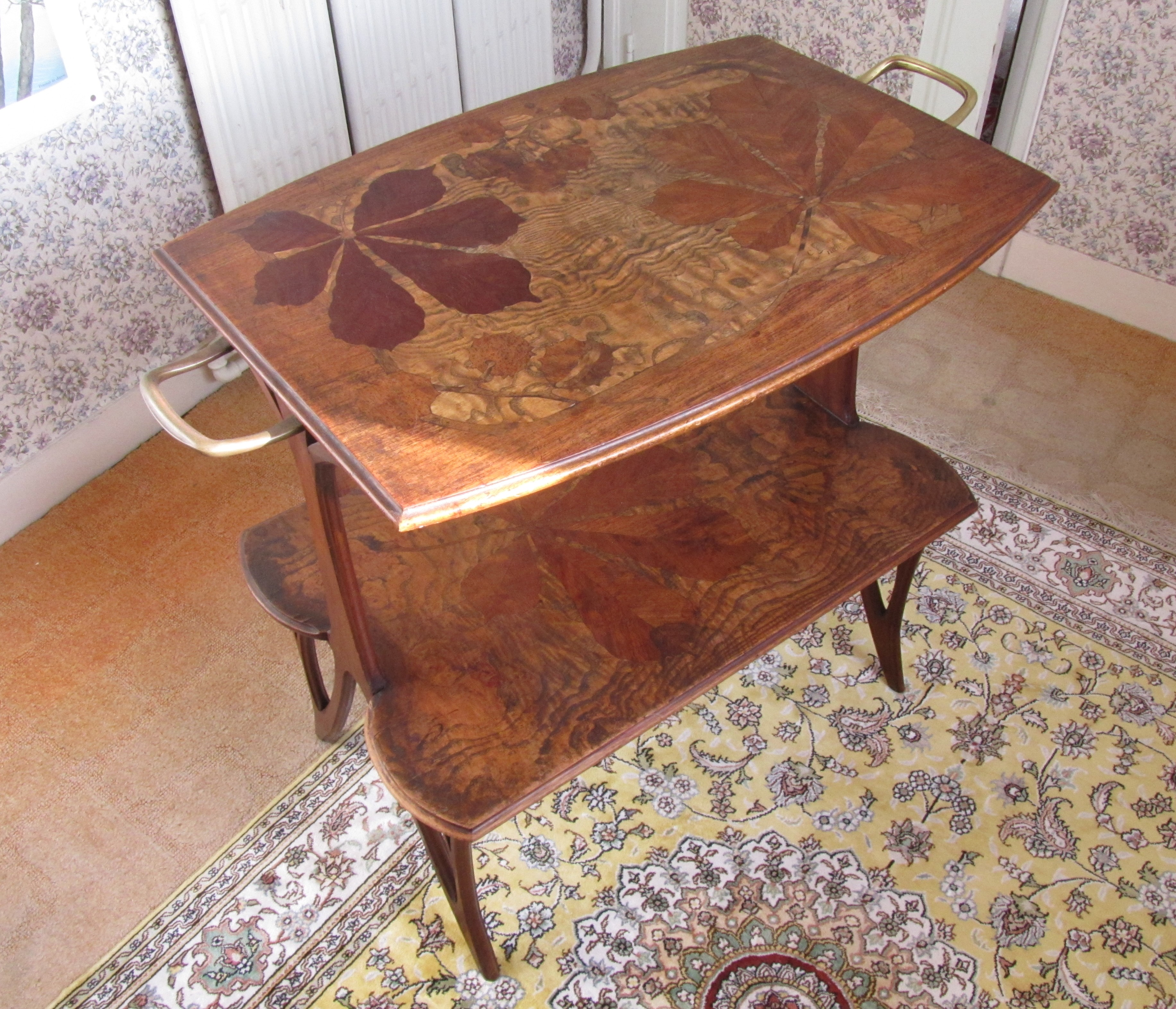
Table à thé, circa 1902.
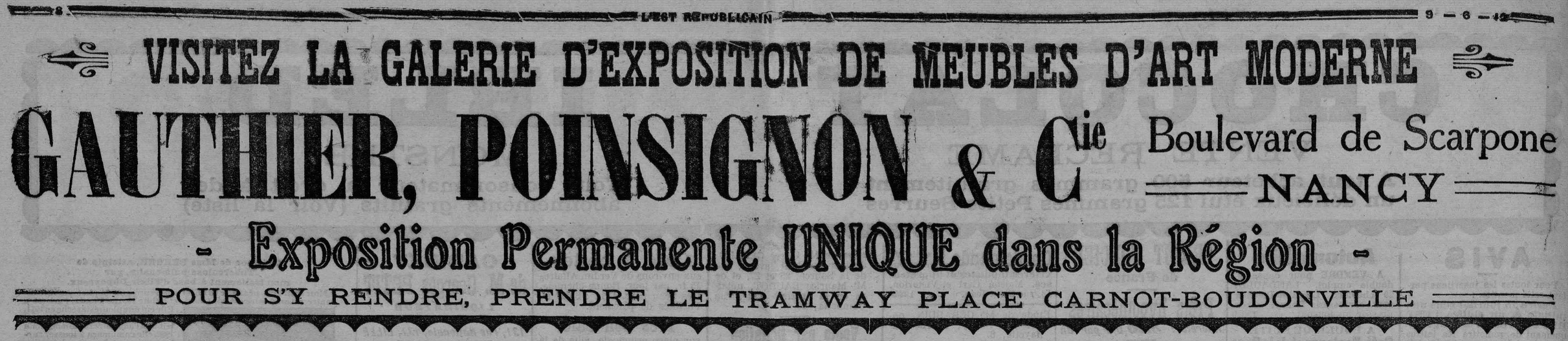
Annonce de 1912 pour Gauthier Poinsignon.